# Ellen Klinge
Ellen Højlund Klinge (* 31. Dezember 2000 in Strib) ist eine dänische Radsportlerin, die Rennen auf Straße und Bahnradsport bestreitet.

## Sportlicher Werdegang
2018 startete Ellen Klinge bei den Straßen-Weltmeisterschaften im Straßenrennen der Juniorinnen, konnte das Rennen aber nicht beenden; bei der nationalen Straßen-Meisterschaft der Juniorinnen belegte sie Platz drei. 2002 wurde sie dreifache dänische Meisterin in der Mannschaftsverfolgung, im Omnium und im Zweier-Mannschaftsfahren.
Ab 2023 startete Klinge international auf der Bahn: Bei den Bahnweltmeisterschaften 2023 etwa belegte sie mit Amalie Dideriksen Rang acht im Zweier-Mannschaftsfahren. 2024 gewann sie den Grote Prijs Garage Scheerens - Memorial Georges Vandenberghe, und sie wurde dänische Meisterin im Ausscheidungsfahren sowie im Scratch. Bei den Bahnradsport-Weltmeisterschaften 2024 vor heimischem Publikum in Ballerup wurde sie Neunte im Scratch und 18. im Ausscheidungsfahren.
2024 nahm Ellen Klinge an der Track Champions League teil und belegte in der Ausdauer-Gesamtwertung Platz 13.

## Erfolge
2022
- Dänische Meisterin – Mannschaftsverfolgung (mit Laura Auerbach-Lind, Mikka Holm und Victoria Lund), Zweier-Mannschaftsfahren (mit Laura Auerbach-Lind), Omnium

2024
- Dänische Meisterin – Ausscheidungsfahren, Scratch

2025
- Nations Cup in Konya – Zweier-Mannschaftsfahren (mit Amalie Dideriksen)